# کوپسس (مولداوی)
کوپسس (به لاتین: Copceac) یک منطقهٔ مسکونی در مولداوی است که در شهرستان استفن وودکا واقع شده‌است. کوپسس ۵۰٫۶۷ کیلومتر مربع مساحت و ۲٬۲۶۴ نفر جمعیت دارد و ۷۱ متر بالاتر از سطح دریا واقع شده‌است.